# Rikard Westerdahl
Rikard Hugo Leonard Westerdahl, född 3 juni 1876 i Stockholm (Katarina), död 31 juli 1955 i Irsta församling, Västmanlands län, var en svensk godsägare och riksdagsman (högern).
Westerdahl var ägare till Kusta gård. Han var ledamot av andra kammaren 1933–1936 och 1941–1944, invald i Västmanlands läns valkrets.